# 최해
최해(崔瀣, 1287년~1340년)는 고려의 문신·학자이다. 자는 언명부(彦明父), 호는 졸옹(拙翁), 예산, 농은이며, 본관은 경주이다.
최치원의 후손이며 충숙왕 때 원나라의 과거에 급제하여 요양로 개주판관을 지냈으나, 병을 핑계로 귀국하여 검교·성균관 대사성 등을 지냈다. 만년에는 농사를 지으며 저술에 힘썼다.
당대의 문호로서 이제현, 민사평등과 교유하며 중국에까지 이름을 떨쳤다.
고려 공민왕 때의 문인 조운흘은 최해가 교감하여 비점과 비해를 더한 《동인지문》 속의 작품들을 정선하여 《삼한시귀감》을 편찬하였다.

## 시문
최해는 평생을 시와 술을 벗삼아 은일하였으며, 이제현, 민사평 등의 문인과 교유하였다. 그가 늘그막에 남긴 《예산은자전》은 최해 자신의 자서로 편안함 구하기를 배격하며 떳떳이 우졸로 삶을 누리겠다는 졸옹이라는 자호처럼 저승길 노잣돈조차 남기지 못하고 세상을 떠난 전형적인 문인의 사연으로 평가되고 있다.
최해의 저서는 자신의 시문을 모은 《졸고천백》(拙藁千百)과 고려 당대까지의 시문들을 모은 《동인지문》(東人之文)으로, 《동인지문》은 오칠(시율), 천백(문집), 사륙(병려)로 구성되어 있었으나, 공민왕 4년(1355년) 안동에서 판간된 《동인지문》 사륙만이 완질로, 《동인지문》오칠이 앞부분이 망실된 형태로 현존하고 있다. 고려 공민왕 때의 조운흘은 최해가 《동인지문》오칠을 편찬하면서 비점하고 비해한 내용을 바탕으로 동인지문에 실린 작품들을 선별하여 《삼한시귀감》을 편찬하였다.
《용재총화》에는 최해의 저서로 《농은집》이 있었다고 하지만 현전하지 않는다. 조선 초기의 《동문선》에는 33수의 한시가 실려 있다.
| 북으로 가는 악정 윤신걸을 보내면서(送尹樂正莘傑北上) |                                      |
| 人生一世間                                           | 인생의 한평생                        |
| 有命懸在天                                           | 명은 하늘에 달려 있네                |
| 窮達各其分                                           | 궁하고 달하기는 오직 그 분이거니     |
| 惟道貴如絃                                           | 오직 도가 줄과 같이 곧은 것이 귀하네 |
| 奈何枉尋者                                           | 어떻게 심에 굽히는 사람              |
| 悠悠動百千                                           | 어름어름 백도 되고 천도 되나         |
| 先生中有恃                                           | 선생은 마음 속에 믿는 것 있으니      |
| 物莫外相牽                                           | 그 어떤 바깥 물도 흔들지 못하나니    |
| 願言一終始                                           | 원하건대 끝과 처음 한결같음을        |
| 名節兩俱全                                           | 이름과 절개가 다 함께 완전하리       |

## 같이 보기
- 삼한시귀감
- 수령옹주(壽寧翁主)